# Medalha Rittenhouse
A Medalha Rittenhouse (em inglês:  Rittenhouse Medal) foi concedida pela Rittenhouse Astronomical Society por conquistas de destaque na ciência da astronomia. A medalha foi instituída com o propósito original de comemorar o bicentenário de nascimento de David Rittenhouse em 8 de abril de 1932, sendo concedida desta forma 10 vezes (Certificate Medal). Em 1952 a sociedade decidiu estabelecer em seu lugar uma medalha de prata.
| Ano               | Laureados                           | Afiliação                                                                              |
| ----------------- | ----------------------------------- | -------------------------------------------------------------------------------------- |
| Certificate Medal |                                     |                                                                                        |
| 1933              | Frank Schlesinger                   | Diretor do Observatório Yale                                                           |
| 1934              | Robert Grant Aitken                 | Diretor do Observatório Lick                                                           |
| 1935              | Harlow Shapley                      | Observatório Monte Wilson                                                              |
| 1936              | Robert Raynolds McMath              | Diretor do Observatório McMath–Hulbert                                                 |
| 1937              | Armin Otto Leuschner                | Departamento de Astronomia da Universidade da Califórnia em Berkeley                   |
| 1938              | Knut Lundmark                       | Professor de Astronomia da Universidade de Lund, Suécia                                |
| 1940              | Gustavus Wynne Cook                 | Diretor do Observatório Cook                                                           |
| 1940              | John A. Miller                      | Diretor Emérito do Observatório Sproul                                                 |
| 1943              | Forest Ray Moulton                  | Secretário da Associação Americana para o Avanço da Ciência                            |
| 1943              | Samuel Fels                         | Filântropo e doador do Planetário Fels                                                 |
| Medalha de Prata  |                                     |                                                                                        |
| 1952              | Gerard Kuiper                       | Diretor do Observatório Yerkes                                                         |
| 1953              | Harlow Shapley                      | Diretor do Harvard College Observatory                                                 |
| 1954              | Otto Struve                         | Presidente da União Astronômica Internacional                                          |
| 1955              | Harold Spencer Jones                | Astrônomo Real Britânico                                                               |
| 1958              | Lyman Spitzer                       | Diretor do Princeton University Observatory                                            |
| 1959              | Bengt Strömgren                     | Professor do Instituto de Estudos Avançados de Princeton                               |
| 1960              | Fred Hoyle                          | Professor Plumiano de Astronomia e Filosofia Experimental da Universidade de Cambridge |
| 1961              | Cecilia Payne-Gaposchkin            | Harvard College Observatory                                                            |
| 1965              | Peter van de Kamp                   | Diretor do Observatório Sproul, Swarthmore College                                     |
| 1966              | Martin Schwarzschild                | Professor da Universidade de Princeton                                                 |
| 1967              | Helen Sawyer Hogg                   | Harvard College Observatory                                                            |
| 1968              | Allan Rex Sandage                   |                                                                                        |
| 1980              | Carl Sagan                          |                                                                                        |
| 1988              | Carolyn Shoemaker, Eugene Shoemaker |                                                                                        |
| 1990              | Clyde Tombaugh                      |                                                                                        |